# Марія Буено
Марія Естер Андіон Буено (порт. Maria Esther Andion Bueno) — бразильська тенісистка,  роки активності якої припадають на 1960-і, 19-разова чемпіонка турнірів Великого шолома. 
Буено відома своєю граціозністю на корті, Вона має в своєму доробку 19 титулів турнірів Великого шолома — сім в одиночному розряді, 11 в парному й 1 в змішаному парному розряді. В 1960 році вона першою із жінок здобула календарний великий шолом  у парній грі. Вона найуспішніша латиноамериканська тенісистка в історії.  
Буено зараховано до Міжнародної зали тенісної слави в 1978 році. Її ім'ям названо центральний корт Олімпійського тенісного центру в Ріо-де-Жанейро, де проходив тенісний турнір Олімпіади 2016 року.

## Значні фінали

### Турніри Великого шолома

#### Одиночний розряд: 12 (7 титулів)
| Результат | Рік  | Турнір              | Поверхня | Супротивниця           | Рахунок             |
| --------- | ---- | ------------------- | -------- | ---------------------- | ------------------- |
| Перемога  | 1959 | Wimbledon           | Трава    | Дарлін Гард            | 6–4, 6–3            |
| Перемога  | 1959 | Чемпіонат США       | Трава    | Крістін Труман         | 6–1, 6–4            |
| Перемога  | 1960 | Вімблдон (2)        | Трава    | Сандра Рейнольдз       | 8–6, 6–0            |
| Поразка   | 1960 | Чемпіонат США       | Трава    | Дарлін Гард            | 4–6, 12–10, 4–6     |
| Перемога  | 1963 | Чемпіонат США (2)   | Трава    | Маргарет Сміт          | 7–5, 6–4            |
| Поразка   | 1964 | Чемпіонат Франції   | Ґрунт    | Маргарет Сміт          | 7–5, 1–6, 2–6       |
| Перемога  | 1964 | Вімблдон (3)        | Трава    | Маргарет Сміт          | 6–4, 7–9, 6–3       |
| Перемога  | 1964 | Чемпіонат США (3)   | Трава    | Керол Колдвелл Гребнер | 6–1, 6–0            |
| Поразка   | 1965 | Чемпіонат Австралії | Трава    | Маргарет Сміт          | 7–5, 4–6, 2–5, прип |
| Поразка   | 1965 | Вімблдон            | Трава    | Маргарет Сміт          | 4–6, 5–7            |
| Поразка   | 1966 | Вімблдон (2)        | Трава    | Біллі Джин Кінг        | 3–6, 6–3, 1–6       |
| Перемога  | 1966 | Чемпіонат США (4)   | Трава    | Ненсі Річі             | 6–3, 6–1            |

#### Парний розряд: 16 (11 титулів)
| Результат | Рік  | Турнір                 | Поверхня | Партнерка          | Супротивниці                           | Рахунок        |
| --------- | ---- | ---------------------- | -------- | ------------------ | -------------------------------------- | -------------- |
| Перемога  | 1958 | Wimbledon              | Трава    | Алтеа Гібсон       | Маргарет Осборн Дюпон Маргарет Варнер  | 6–3, 7–5       |
| Поразка   | 1958 | Чемпіонат США          | Трава    | Алтеа Гібсон       | Джинн Арт Дарлін Гард                  | 6–2, 3–6, 4–6  |
| Поразка   | 1959 | U.S. Championships (2) | Трава    | Саллі Мор          | Джинн Арт Дарлін Гард                  | 2–6, 3–6       |
| Перемога  | 1960 | Чемпіонат Австалії     | Трава    | Крістін Труман     | Лорейн Кофлан Робінсон Маргарет Сміт   | 6–2, 5–7, 6–2  |
| Перемога  | 1960 | Чемпіонат Франції      | Ґрунт    | Дарлін Гард        | Енн Гейдон-Джонс Патрісія Ворд Гейлз   | 6–2, 7–5       |
| Перемога  | 1960 | Wimbledon (2)          | Трава    | Дарлін Гард        | Сандра Рейнольдз Рене Схюрман          | 6–4, 6–0       |
| Перемога  | 1960 | U.S. Championships     | Трава    | Дарлін Гард        | Енн Гейдон-Джонс Дейдре Кетт           | 6–1, 6–1       |
| Поразка   | 1961 | French Championships   | Ґрунт    | Дарлін Гард        | Сандра Рейнольдз Рене Схюрман          | walkover       |
| Перемога  | 1962 | U.S. Championships (2) | Трава    | Дарлін Гард        | Біллі Джин Моффітт Карен Гантце Сусман | 4–6, 6–3, 6–2  |
| Перемога  | 1963 | Wimbledon (3)          | Трава    | Дарлін Гард        | Маргарет Сміт Робін Ебберн             | 8–6, 9–7       |
| Поразка   | 1963 | U.S. Championships (3) | Трава    | Дарлін Гард        | Маргарет Сміт Робін Ебберн             | 6–4, 8–10, 3–6 |
| Перемога  | 1965 | Wimbledon (4)          | Трава    | Біллі Джин Моффітт | Франсуаз Дюрр Жанін Ліффріг            | 6–2, 7–5       |
| Перемога  | 1966 | Wimbledon (5)          | Трава    | Ненсі Річі         | Маргарет Сміт Джуді Тегарт             | 6–3, 4–6, 6–4  |
| Поразка   | 1967 | Wimbledon              | Трава    | Ненсі Річі         | Розмарі Касалс Біллі Джин Кінг         | 11–9, 4–6, 2–6 |
| Перемога  | 1966 | U.S. Championships (3) | Трава    | Ненсі Річі         | Біллі Джин Кінг Розмарі Касалс         | 6–3, 6–4       |
| Перемога  | 1968 | US Open (4)            | Трава    | Маграрет Корт      | Біллі Джин Кінг Розмарі Касалс         | 4–6, 9–7, 8–6  |

#### Мікст
| Результат | Рік  | Турнір                 | Поверхня | Партнер          | Супротивники                      | Рахунок         |
| --------- | ---- | ---------------------- | -------- | ---------------- | --------------------------------- | --------------- |
| Поразка   | 1958 | Чемпіонат США          | Трава    | Алекс Ольмедо    | Маргарет Осборн Дюпон Ніл Фрейзер | 3–6, 6–3, 7–9   |
| Поразка   | 1959 | Wimbledon              | Трава    | Ніл Фрейзер      | Дарлін Гард Род Лейвер            | 4–6, 3–6        |
| Перемога  | 1960 | Чемпіонат Франції      | Ґрунт    | Боб Гоу          | Енн Гейдон-Джонс Рой Емерсон      | 1–6, 6–1, 6–2   |
| Поразка   | 1960 | Wimbledon (2)          | Трава    | Боб Гоу          | Дарлін Гард Род Лейвер            | 11–13, 6–3, 6–8 |
| Поразка   | 1960 | U.S. Championships (2) | Трава    | Антоніо Палафокс | Маргарет Осборн Дюпон Ніл Фрейзер | 3–6, 2–6        |
| Поразка   | 1965 | French Championships   | Ґрунт    | Джон Ньюкомб     | Маргарет Сміт Кен Флетчер         | 4–6, 4–6        |
| Поразка   | 1967 | Wimbledon (3)          | Трава    | Кен Флетчер      | Біллі Джин Кінг Овен Девідсон     | 6–3, 2–6, 13–15 |

## Виноски
1. 1 2  Tingay L. 100 years of Wimbledon — London Borough of Enfield: Guinness Superlatives, 1977. — P. 209.
2. ↑  Lenda do tênis mundial, Maria Esther Bueno morre aos 78 anos // Universo Online — 2018.

| Тенісист | Це незавершена стаття про тенісиста чи тенісистку. Ви можете допомогти проєкту, виправивши або дописавши її. |